# Корисні копалини Єгипту
Корисні копалини Єгипту.

## Загальна характеристика
У надрах Єгипту зосереджений ряд корисних копалин. Найважливіші види мінеральної сировини Єгипту — нафта, газ, фосфорити, танталові і зал. руди; відомі також родов. руд алюмінію, олова, ніобію, молібдену і вольфраму, золота, вугілля, сірки, урану, нерудних буд. матеріалів, інш. (табл).
Таблиця. — Основні корисні копалини Єгипту станом на 1998 р.
| Корисні копалини               | Запаси       | Запаси   | Вміст корисного компоненту в рудах, % | Частка у світі, % |
| Корисні копалини               | Підтверджені | Загальні | Вміст корисного компоненту в рудах, % | Частка у світі, % |
| Барит, тис. т                  | 100          | 100      | 80 (BaSO4)                            |                   |
| Залізні руди, млн т            | 410          | 950      | 43 (Fe)                               | 0,2               |
| Золото, т                      | 5            | 30       | 2,5 г/т                               |                   |
| Марганцеві руди, млн т         | 3            | 3        | 31 (Mn)                               | 0,1               |
| Мідь, тис. т                   | 10           | 70       | 2,36 (Cu)                             |                   |
| Нафта, млн т                   | 510          |          |                                       | 0,4               |
| Пентоксид ніобію, тис. т       | 10,7         | 23,3     | 0,02                                  | 0,1               |
| Плавиковий шпат, млн т         | 0,03         | 0,03     | 45 (CaF2)                             |                   |
| Природний горючий газ, млрд м3 | 814          |          |                                       | 0,6               |
| Свинець, тис. т                | 30           | 50       | 2,3 (Pb)                              |                   |
| Пентоксид танталу, т           | 10200        | 11000    | 0,02 (Ta2O5)                          | 13,29             |
| Вугілля, млн т                 | 107          | 187      |                                       |                   |
| Фосфорити, млн т               | 225          | 749      | 23 (Р2О5)                             | 4,44              |
| Цинк, тис. т                   | 134          | 860      | 18 (Zn)                               |                   |

## Окремі види корисних копалин

### Нафта і газ
Єгипет має значні запаси вуглеводневої сировини. Нафтові родовища приурочені головним чином до рифтових западин Червоного моря і Суецької затоки та північної околиці Лівійської пустелі (западини Каттара і Сіва і інші північно-західні райони). У межах деяких нафтоносних горизонтів, а також в дельтовій області розвідані родовища природного газу.
У нафтогазоносному басейні Суецької затоки виявлено понад 50 нафтових і газових родовищ. Загальні запаси нафти — 510 млн т (1998), природного газу — бл. 814 млрд м³ (1998). Найбільші родовища нафти — Ель-Білаїм, Рамадан, Джулай, Ель-Морган. Нафти важкі (920 кг/м³) високосірчисті (3,3-4,6 %), середні (850 кг/м³, вміст сірки 1,3-1,7 %). У 2000–2001 рр. зроблено серію газових відкриттів в дельті Нілу. Компанія BG International на дільниці Вест-Дельта-Діп-Марін отримала притоки газу в 1,2 млн м³/добу, у екв. Файоум (Fayoum)-L-1x, за 35 км від берега на глибині моря 400 м, з двох продуктивних горизонтів отримано 0,8 млн м³/добу газу. Запаси родовища, за оцінкою компанії, можуть досягати 17 млрд м³.
За даними [Mining Annual Review 2002] загальні видобувні запаси нафти в Єгипті станом на 2001 становлять 3.75 млрд барелів (за оптимістичнішими оцінками — до 10 млрд бар.).
Ресурси і резерви природного газу оцінені в 1999 становлять 1 100-1 700 млрд м³. [Mining Annual Review 2002].

### Вугілля
Поклади кам'яного вугілля зосереджені в Файюмській западині і на півночі Синайського півострова. Запаси бурого і кам'яного вугілля в країні невеликі — до 190 млн т. Вугленосні відклади юри і карбону. Найбільші родовища вугілля — Магара, Аюн-Муса, Ваді-Тора. Потужність промислових пластів 0,2-1,87 м. Вміст сірки 2,7-3,6 %, вихід летких 23,5-59 %, золи 4,4-26,3 %, теплота згорання вугілля 14,7-30,48 МДж/кг.

### Руди
Основним рудоносним районом країни є гори Етбай (родовища урану, титану, міді, олова, золота, молібдену, ніобію, вольфраму).
Родовища залізних руд зосереджені в Бахарійському (запаси понад 417 млн т), Кусейрському (80 млн т) і в Асуанському районі (150 млн т). Осадові руди приурочені до еоцен-олігоценових (Бахарія) і верхньокрейдових (Асуан) відкладів, метаморфогенні — до докембрійських порід (Ель-Кусейр). Поклади придатні для відкритої розробки.
Родовища марганцевих і залізо-марганцевих руд виявлені на Синайському півострові і узбережжі Червоного моря в районі Халаїб. Руди метасоматичні і жильного типу. Найбільше родовище Умм-Бугма. Вміст Mn в рудах змінюється від 6 до 57 %, Fe — 16-69 %. Загальні запаси родовища 20 млн т.
Родовища титанових руд осадові і магматогенні, загальні запаси — 106 млн т.
Запаси уранових руд на середину 1990-х рр. становили бл. 425 тис. т. Ресурси власне урану на 1998 р. — 15 тис. т.
Платиноїди. Прогнозні ресурси МГП Єгипту незначні і складають до 300 т (~0,6 % світових).
Алюміній. Основне джерело алюмінієвої сировини в країні — нефелінові сієніти (родовище Абу-Хурук в Аравійській пустелі).
Інші металічні корисні копалини. Загальні запаси руд інших корисних копалин такі: вольфрамових — бл. 25 тис. т, золотоносних — 30-45 т, ресурси — до 450 т (у перерахунку на метал), молібденових — 32 тис. т (метал), ніобієвих — 150 тис. т (оскид), олов'яних — понад 50 тис. т (метал), свинцевих — 50 тис. т (метал), стронцієвих — 1,7 млн т (оскид), танталових — 43 тис. т (оксид), цинкових — 860 тис. т (метал).

### Фосфорити
Єгипет багатий на фосфорити. Запаси P2O5 в Єгипті — 5,2 % від світових. Виділяються три фосфоритоносні райони: Червоного моря, (родовища Хамравейн, Абу-Тундуб, Дуві, Васіф), Нільський (Ель-Махамід, Абу-Хад, Ваді-ель-Батур, Ваді-еш-Шагаб та ін.), оаза Харга. Загальні запаси фосфоритів в 1990 х рр. оцінені в 3,1 млрд т, вміст Р2О5 в рудах 21,5-34 %.

### Будівельні матеріали
У Єгипті зосереджені істотні запаси цементної сировини (вапняки, глини, мергелі). Багаті родовища вапняків знаходяться в долині Нілу, Олександрії і Суецького каналу, Синайського півострова. Загальні запаси вапняків Єгипту на середину 1990-х рр. складають бл. 17 млрд т. Всесвітньою популярністю користуються асуанські граніти і інші будівельні матеріали.
Інші корисні копалини. До дельти Нілу приурочені родовища кухонної і кам'яної солі, соди, гіпсу, титану і інших корисних копалин. У надрах Єгипту є промислові запаси азбесту, бариту, тальку, плавикового шпату.